# تپه ویکارج
ویکارج هیل (به انگلیسی: Vicarage Hill) یک زمین کریکت واقع در روستای ایست شلو، آکسفوردشر است. این زمین در قسمتی از پارک قرار دارد که از سال ۱۸۹۰ وجود داشته است. این زمین از غرب با جاده ای احاطه شده است که نامش را از آن گرفته است؛ از جنوب با جاده ی ایکلتن و همچنین از شمال و شرق به وسیله ی زمین های زراعی محصور شده است.